# Serra del Florí
La Serra del Florí és una serra situada al municipi de Marganell, a la comarca catalana del Bages, amb una elevació màxima de 644 metres.